# Cozola paloe
Cozola paloe är en fjärilsart som beskrevs av Collenette 1947. Cozola paloe ingår i släktet Cozola och familjen tofsspinnare. Inga underarter finns listade i Catalogue of Life.